# William Blackstone
Pour les articles homonymes, voir Blackstone.
William Blackstone, né à Londres le 10 juillet 1723 et mort à Wallingford (Oxfordshire) le 14 février 1780, est un jurisconsulte britannique. Il est principalement reconnu pour son traité servant de  doctrine pour la compréhension du droit anglais, Commentaries on the Laws of England.

## Biographie
Il exerce d'abord avec peu de succès la profession d'avocat à Londres, puis il enseigne à Oxford à partir de 1753 un cours de common law et de droit politique qui est très suivi. Blackstone est, quelques années après, nommé juge à la cour des plaids-communs et élu député à la Chambre des communes en 1761.

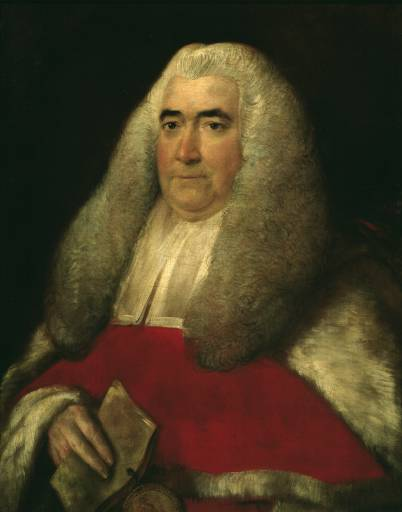
Sir William Blackstone, 1774
par Thomas Gainsborough
Tate Britain, Londres

Il publie les leçons qu'il a faites à Oxford, sous le titre de Commentaires sur les lois d'Angleterre (Commentaries on the Laws of England) (4 volumes, 1765, et années suivantes). Cet ouvrage est traduit par Auguste-Pierre Damiens de Gomicourt (1774), par l'abbé Gabriel-François Coyer (1776) et par Nicolas Maurice Chompré (1823). Samuel Warrens (en) en donne en 1855 une ancienne édition en indiquant le changement intervenu depuis 1765 dans la constitution des états indépendant de Grande-Bretagne.
Il est hostile au catholicisme ou papauté, écrivant dans ses Commentaires : « En ce qui concerne les papistes, ce qui a été dit des dissidents protestants pourrait aussi bien justifier un régime de tolérance générale à leur égard, si tant est que leur séparation était fondée uniquement sur des différences d'opinion religieuses, et que leurs principes ne poussaient pas jusqu'à la subversion du gouvernement civil. »

## Postérité
Les écrits de William Blackstone ont une influence majeure aux États-Unis. Dans ses Commentaries on the Laws of England, publiés entre 1765 et 1769, Blackstone « refuse tout pouvoir créateur dans le chef des juges, qu’il qualifie de « dépositaires des lois », ou encore d’« oracles vivants » et qui sont liés par les précédents sauf lorsqu’ils sont clairement contraires à la raison ou au droit divin. Dans ce cas, cependant, le juge ne crée pas une nouvelle règle mais évite toute mauvaise interprétation du droit ancien ».

### Rapport de Blackstone
William Blackstone est également reconnu pour avoir formulé l'expression « Mieux vaut que dix coupables s'échappent plutôt qu'un innocent souffre. ». Bien qu'elle ait existé antérieurement, cette analyse a été reprise par, entre autres, Benjamin Franklin et John Adams, et lui a donc été attachée.

### Critiques
Les commentaires de Blackstone ont été critiqués à son époque par le juriste anglais Jeremy Bentham qui n'acceptait pas sa conception du droit naturel. L'historien du droit Michael Lobban (en), puis d'autres, ont également critiqué ses commentaires pour leurs inconsistances et leur manque d'originalité par rapport à de précédents traités, accusant une remise en forme d'idées déjà conçues.

## Source
Cet article comprend des extraits du Dictionnaire Bouillet. Il est possible de supprimer cette indication, si le texte reflète le savoir actuel sur ce thème, si les sources sont citées, s'il satisfait aux exigences linguistiques actuelles et s'il ne contient pas de propos qui vont à l'encontre des règles de neutralité de Wikipédia.